# Stigonematales
Las estigonematales (Stigonematales) son un orden de cianobacterias filamentosas, con filamentos provistos de ramificación verdadera y recubiertos por una vaina aparente formada por varias capas de mucílago. Presentan hormogonios y la mayoría de las especies también heterocistes; raramente hay acinetos.
La monofilia de las estigonematales se ha puesto en duda en algunos estudios basados en análisis de ADN, que llegan a la conclusión de que son una agrupación polifilética.

## Taxonomía
El orden Stigonematales incluye las siguientes familias:
- Familia Caposiraceae
- Familia Fischerellaceae
- Familia  Loriellaceae
- Familia  Mastigocladaceae
- Familia  Nostochopsidaceae
- Familia  Stigonemataceae